# STS-127
STS-127 foi uma missão da NASA realizada pelo ônibus espacial Endeavour em direção a Estação Espacial Internacional. O lançamento ocorreu no dia 15 de julho de 2009.  A STS-127 teve como objetivo finalizar a construção do Módulo de Experiências Japonês Kibo Foi a missão 2J/A para a construção da Estação Espacial Internacional, sendo o 127° voo de um ônibus espacial e a 29ª missão, deste tipo de nave, até a ISS.

## Tripulação
| Posição                  | Astronauta          | Duração         | Pousou na |
| ------------------------ | ------------------- | --------------- | --------- |
| Comandante               | Mark Polansky       | 15d 16h 44m 57s | STS-127   |
| Piloto                   | Douglas Hurley      | 15d 16h 44m 57s | STS-127   |
| Especialista de missão 1 | Christopher Cassidy | 15d 16h 44m 57s | STS-127   |
| Especialista de missão 2 | Thomas Marshburn    | 15d 16h 44m 57s | STS-127   |
| Especialista de missão 3 | David Wolf          | 15d 16h 44m 57s | STS-127   |
| Especialista de missão 4 | Julie Payette       | 15d 16h 44m 57s | STS-127   |
| Engenheiro de voo 5      | Timothy Kopra       | 58d 02h 50m 10s | STS-128   |

### Trazido da ISS
| Posição             | Astronauta    | Duração          | Lançou na |
| ------------------- | ------------- | ---------------- | --------- |
| Engenheiro de voo 5 | Koichi Wakata | 137d 15h 04m 23s | STS-119   |

## Objetivos
Finalizar a construção do Módulo de Experiências Japonês Kibo. Será instalado o Complexo Exposto (EF - Exposed Facility), que ficará conectado ao módulo principal do Kibo, o PM (Pressurized Module), no lado externo da estação espacial. Os experimentos serão transportados do PM para o EF com o auxilio de um braço robô.
Também serão substituída seis baterias do P6-Truss. As antigas serão armazenadas no compartimento de carga do Endeavour e serão enviadas à Terra.

## Pré-lançamento
No dia 17 de abril de 2009  o Endeavour foi posicionado na Plataforma de Lançamento 39-B, aguardando o voo do ônibus espacial Atlantis, na missão STS-125, que teve como objetivo reparar o Telescópio Espacial Hubble. O Endeavour ficou de prontidão caso houvesse a necessidade de uma missão de resgate da tripulação do Atlantis.
Com o final exitoso da missão STS-125, o Endeavour foi reposicionado, no dia 31 de maio de 2009 , na plataforma 39-A para sua missão a ISS. Em 3 de junho, a NASA confirmou o lançamento do ônibus espacial para o dia 13 de junho, às 11h17 (UTC). Contudo,  poucas horas antes do lançamento, os diretores da missão anunciaram o adiamento devido ao vazamento de hidrogênio no sistema de abastecimento do tanque externo.
A agência espacial norte-americana anunciou que uma tentativa não ocorrerá num prazo inferior 96 horas . Em 15 de junho, a Nasa confirmou o lançamento do Endeavour para o dia 17 de junho, o que acarretou no adiamento do início da missão do Lunar Reconnaissance Orbiter . Novamente, no dia programado para o lançamento, outro vazamento de combustível forçou que a missão fosse postergada para o dia 11 de julho de 2009.
Em 1º de julho de 2009, a NASA realizou um teste de abastecimento da nave. Os resultados indicaram que o problema que havia forçado os dois últimos adiamentos foi resolvido  e confirmou o lançamento para o dia 11 de julho. Contudo, a queda de raios próximo a plataforma de lançamento  forçou a um novo adiamento do início da missão em 24 horas.
No dia 12 de julho, poucos minutos antes da hora marcada para o lançamento, mais uma vez, o voo do Endeavour é cancelado, agora em virtude das condições meteorológicas desfavoráveis, postergando o início da missão em mais um dia. Em 13 de julho, pela quinta vez, e novamente, a poucos minutos da decolagem, o lançamento é adiado devido ao mau tempo no KSC e a NASA remarcou uma nova tentativa para a quarta-feira . Finalmente, no dia 15 de julho, a agência espacial norte-americana conseguiu realizar o lançamento do Endeavour rumo a ISS.

## Dia a dia
15 de julho - Quarta-feira
Após cinco cancelamentos, finalmente o Endeavour parte em direção a ISS, transportando o 500° homem a ir ao espaço.
16 de julho - Quinta-feira
A Nasa informou que durante o lançamento uma série de fragmentos despreendeu do tanque externo. Os astronautas do Endeavour realizaram com auxilio de um scanner acoplado ao braço robô da nave, uma varredura no escuto termíco do ônibus espacial buscando avarias . Após a análise dos dados nenhuma dano foi encontrado.
17 de julho - Sexta-feira
O Endeavour acoplou a ISS às 17h47 UTC. Antes do acoplamento o comandante Polanski fez com que o ônibus espacial desse um giro completo em torno da estação espacial, para que os astronautas da EEI pudessem fotografar a nave e identificar possíveis avarias no escudo térmico . Com a chegado do ônibus espacial, pela primeira vez a Estação Espacial, recebe o número recorde de 13 astronautas. O astronauta Kopra passou a fazer parte da expedição 20 substuindo o engenheiro de voo japonês Koichi que retornará a Terra, após mais de três meses no espaço.
18 de julho - Sábado
A primeira caminhada espacial da missão foi realizada pelos astronautas Wolf e Kopra   e teve início às 16h19 UTC. O principal objetivo da EVA foi preparar o atracamento do "Japanese Exposed Facility" (JEF) ao laboratório Kibo. O JEP funcionará como plataforma para experimentos que exigem exposição direta no espaço.
Toda atividade requereu a participação de três braços robóticos. Os braços robóticos do Endeavour e da estação espacial removeram o JEF do compartimento de carga do ônibus espacial para o laboratório Kibo e o braço robótico do Kibo foi utilizado para visualizar a instalação.
19 de julho - Domingo
Os astronautas  Julie Payette e Tim Kopra usando os braços robóticos do Endeavour e da Estação Espacial Internacional, transportaram o "Integrated Cargo Carrier - Vertical Light deployable" ou ICC-VLD (na sigla em inglês) do ônibus espacial para a EEI. A instalação será realizada durante a segunda caminhada espacial. Contudo, na véspera do  dia em que a NASA celebra os 40 anos do primeiro pouso do homem na Lua, os astronautas da estação estiveram a volta com problemas mais triviais, como consertar o vaso sanitário da Estação Espacial, o que gerou transtornos devido a população recorde que está atualmente em órbita .
20 de julho - Segunda-feira
A segunda caminhada espacial realizada pelos astronautas Wolf e Marshburn teve como objetivo a instalação de uma plataforma de armazenamento, com uma nova antena, que será acoplada na viga da ISS.
21 de julho - Terça-feira
Os equipamentos para experiências que serão utilizados no O braço robótico Kibo foi inaugurado operacionalmente com que seja usado para instalar experiências sobre o japonês expostos facilidade. Os três experimentos, transferidos a partir da palete de carga japonês, consistiu em Monitor de Todos-céu de raios X, Imagem, Comunicação Sistema Interamericano de órbita e Aquisição de Dados Espaciais Ambiente Equipamento-Attached Payload. Como por o plano revisto de EVA 4 astronautas Cassidy e Marshburn irá substituir os restantes quatro baterias em P6 e completar a instalação já adiada de uma câmera sobre a experiência japonesa facilidade, são conectados provisoriamente, com a ajuda dos braços robôs, esperando a conclusão da terceira caminhadas.
22 de julho - Quarta-feira
A terceira caminha da missão STS-127, teve como objetivo substituir quatro baterias, de 168 kg de massa, localizadas na ponta da viga da ISS. As duas primeiras baterias foram trocadas com êxito, contudo, a EVA teve que ser interrompida, pois um sensor indicou que havia aumento concentração de CO2 no traje do astronauta Cassidy.
23 de julho - Quinta-feira
O braço robótico do laboratório Kibo foi inaugurado operacionalmente, sendo usado para instalação das cargas úteis no "Japanese Exposed Facility" (JEF). São realizados os preparativos para a quarta EVA 4.
24 de julho - Sexta-feira
Os astronautas Cassidy e Marshburn, na quarta caminhada espacial da missão, substituíram as baterias em P6, a previsão as novas que durem por pelo menos seis anos e meio.
25 de julho - Sábado
Dia de folga para as tripulações da STS-127 e da Expedição 20.
26 de julho - Domingo
Realizados os preparativos para a última caminhada da missão.
28 de julho - Terça-feira
A nave Endeavour iniciou as operações de retorno à Terra ao final de uma missão na plataforma orbital que incluiu cinco dias de caminhadas espaciais. Os sete astronautas do ônibus espacial se despediram hoje dos seis integrantes da Estação Espacial Internacional.
31 de julho - Sexta-feira
O Endeavour aterrissou às 14h48 (UTC), como era previsto, no Centro Espacial Kennedy, em Cabo Canaveral, Flórida, após permanecer quase 16 dias completos em missão no espaço. Quando estava voado a cerca de 320 km acima do oceano Índico, o comandante Mark Polansky e o piloto Douglas Hurley acionaram os dois foguetes de frenagem do ônibus espacial, para reduzir a velocidade da nave e começar um período de planagem pela atmosfera, que teve duração de uma hora aproximadamente.

## Caminhadas espaciais
| EVA   | Astronautas | Início (UTC)      | Fim (UTC)         | Duração             |
| ----- | --- | ----------------- | ----------------- | ------------------- |
| EVA 1 | David Wolf Timothy Kopra | 18 de julho 16:19 | 18 de julho 21:51 | 5 horas, 32 minutos |
| EVA 1 | Preparar o atracamento do "Japanese Exposed Facility" (JEF) ao laboratório Kibo. Instalação de uma transportadora de carga que não funcionou na missão anterior STS-119. Instalação de um sistema de engate que pode ser usado para peças sobressalentes, na estrutura da estação. |                   |                   |                     |
| EVA 2 | Wolf Thomas Marshburn | 20 de julho 15:27 | 20 de julho 22:20 | 6 horas, 53 minutos |
| EVA 2 | Transferência de componentes do ICC-VLD para a "External Stowage Plataform - 3". |                   |                   |                     |
| EVA 3 | Wolf Christopher Cassidy | 22 de julho 14:32 | 22 de julho 20:31 | 5 horas, 59 minutos |
| EVA 3 | Substituição de duas das seis baterias do "Port 6 truss" |                   |                   |                     |
| EVA 4 | Cassidy Marshburn | 24 de julho 13:54 | 24 de julho 21:06 | 7 horas, 12 minutos |
| EVA 4 | Conclusão da substituição de quatro baterias restantes do conjunto de seis. |                   |                   |                     |
| EVA 5 | Cassidy Marshburn | 27 de julho 11:33 | 27 de julho 16:27 | 4 horas, 54 minutos |
| EVA 5 | Substituição da proteção do Dextre. Ajustes na configuração do painel do "Starboard 3" e instalação de duas câmeras de TV no Kibo |                   |                   |                     |

## Hora de acordar
No que se tornou uma tradição nas missões espaciais, é tocada uma música no começo de cada dia, escolhida especialmente por terem uma ligação com algum tripulante ou mesmo com a situação de momento
- Dia 2 "These Are Days" do 10,000 Maniacs tocada para Timothy Kopra WAV MP3
- Dia 3: "Here Comes the Sun" dos The Beatles tocada para o Comandante Polanski WAV MP3
- Dia 4: "Home" de Marc Broussard tocada para Wolf WAV MP3
- Dia 5: "Learning to Fly" de Tom Petty tocada para Cassidy WAV MP3
- Dia 6: "Thunderbirds March" de Barry Gray tocada para Payette WAV MP3
- Dia 7: "Life Is a Highway" de Rascal Flatts tocada para Marshburn WAV MP3
- Dia 8: "Santa Monica" do Everclear tocada para Hurley WAV MP3[ligação inativa]
- Dia 9: "Tiny Dancer" do Elton John tocada para Polansky WAV MP3
- Dia 10: "Wish You Were Here" do Pink Floyd tocada para Wolf WAV MP3
- Dia 11 "In Your Eyes" de Peter Gabriel tocada para Marshburn. WAV MP3
- Dia 12 "Dixit Dominus" de Georg Friedrich Händel para Payette WAV MP3
- Dia 13 "On The Sunny Side of the Street" de Steve Tyrell tocada para Polansky WAV MP3
- Dia 14 "Proud to Be an American" de Lee Greenwood tocada para Cassidy WAV MP3
- Dia 15 "Yellow" do Coldplay tocada para Hurley WAV MP3
- Dia 16 "I Got You Babe" de Sonny & Cher tocada para Wakata WAV MP3
- Dia 17 "Beautiful Day" do U2 tocada para Marshburn WAV MP3